# Forat de Bóixols
El Forat de Bóixols és un indret molt destacat del terme municipal d'Abella de la Conca, al Pallars Jussà, just a sota del poble de Bóixols.
Es tracta del pas que s'ha obert al llarg dels segles el riu de Pujals a l'extrem nord-est de la Serra de Carrànima. Just damunt del forat, a ponent, hi ha situat el poble de Bóixols.
A més de l'espectacularitat del lloc, el Forat de Bóixols marca la naixença del riu Rialb. Just al costat de migdia del Forat de Bóixols hi ha la masia de Cal Plomall i el molí del mateix nom.

## Etimologia
Es tracta d'un topònim romànic modern, de caràcter descriptiu: es tracta del forat en la formació rocosa que defineix aquest lloc pel qual s'escolen les aigües del riu del poble de Bóixols, el Pujals.